# Activina e inhibina
La activina e inhibina son dos complejos proteicos estrechamente relacionados que tienen efectos biológicos casi completamente opuestos. La activina aumenta la biosíntesis y secreción de la FSH, y participa en la regulación del ciclo menstrual. Se han encontrado muchas otras funciones ejercidas por la activina, incluyendo su papel en la proliferación celular, diferenciación celular, apoptosis, metabolismo, homeostasis, respuesta inmunitaria, cicatrización, y función endocrina. Por el contrario, la inhibina regula a la baja la síntesis de FSH e inhibe la secreción de FSH.
La activina es un dímero compuesto por dos subunidades beta idénticas o muy similares. La inhibina también es un dímero en donde la primera componente es una subunidad beta similar o idéntica a la subunidad beta en la activina. Sin embargo, a diferencia con la activina, la segunda componente del dímero inhibina es más una lejanamente-relacionada subunidad alfa. La activina, inhibina, y un número de otras proteínas estructuralmente relacionadas tales como la hormona antimulleriana, proteína morfogénica ósea, y el factor de crecimiento de la diferenciación pertenecen a la superfamilia de proteínas TGF-β.

## Estructura
Los complejos proteicos activina e inhibina son ambos diméricos en estructura, y, en cada complejo, dos monómeros están unidos entre sí por un enlace disulfuro. Además, ambos complejos son derivados de la misma familia de genes y proteínas relacionada pero difieren en su composición subunitaria. Abajo hay una lista de los complejos inhibina y activina más comunes y su composición subunitaria:
| \| Clase \| Actividad \| Complejo \| Subunidades dímeras \| Subunidades dímeras \| Subunidades dímeras \| \| Clase \| Actividad \| Complejo \| 1 \| 2 \| \| \| -------- \| ---------------------------- \| ----------- \| ------------------- \| ------------------- \| ------------------- \| \| Inhibina \| inhibe la secreción de FSH \| Inhibina A \| α \| βA \| \| \| Inhibina \| inhibe la secreción de FSH \| Inhibina B \| α \| βB \| \| \| Activina \| estimula la secreción de FSH \| Activina A \| βA \| βA \| \| \| Activina \| estimula la secreción de FSH \| Activina AB \| βA \| βB \| \| \| Activina \| estimula la secreción de FSH \| Activina B \| βB \| βB \| \| |                              |             |                     |                     |                     |
| Clase | Actividad                    | Complejo    | Subunidades dímeras | Subunidades dímeras | Subunidades dímeras |
| Clase | Actividad                    | Complejo    | 1                   | 2                   |                     |
| Inhibina | inhibe la secreción de FSH   | Inhibina A  | α                   | βA                  |                     |
| Inhibina | inhibe la secreción de FSH   | Inhibina B  | α                   | βB                  |                     |
| Activina | estimula la secreción de FSH | Activina A  | βA                  | βA                  |                     |
| Activina | estimula la secreción de FSH | Activina AB | βA                  | βB                  |                     |
| Activina | estimula la secreción de FSH | Activina B  | βB                  | βB                  |                     |

Las subunidades alfa y beta comparten una similitud de secuencia aproximadamente del 25%, mientras que la similitud entre las subunidades betas son aproximadamente del 65 %.
Se han descrito cuatro subunidades beta en mamíferos, llamadas: activina βA, activina βB, activina βC y activina βE. La activina βA y βB son idénticas a las dos subunidades beta de la inhibina. Se ha descrito una quinta subunidad, la activina βD, en Xenopus laevis. Dos subunidades activina βA dan origen a la activina A, una subunidad βA, y una βB dan origen a la activina AB, y así sucesivamente. Han sido descritos varios heterodímeros, pero no todos los teóricamente posibles. Las subunidades están unidas por un enlace covalente simple disulfuro.
La subunidad βC es capaz de formar heterodímeros de activina con subunidades βA o βB, pero no es capaz de dimerizarse con la inhibina α.

## Función

### Activina
La activina es producida en las gónadas, glándula pituitaria, placenta, y otros órganos:
- En el folículo ovárico, la activina incrementa la unión de la FSH y la aromatización inducida por la FSH. Participa en la síntesis de andrógenos realzando la acción de la LH en el ovario y testículos. En el hombre, la activina realza la espermatogénesis.

- La activina es fuertemente expresada en las heridas de la piel, y la sobreexpresión de activina en la epidermis de ratones transgénicos mejora la curación de heridas y realza la formación de cicatriz. Su acción en la curación de heridas y morfogénesis de la piel es a través de la estimulación de queratinocito y células estromales de manera dosis-dependiente.[11]

- La activina también regula la morfogénesis de órganos de ramificación tales como la próstata y especialmente el riñón. La activina A incrementa los niveles de expresión de colágeno tipo I sugiriendo que la activina A actúa como un potente activador de fibroblastos.

- La falta de activina durante el desarrollo resulta en defectos de desarrollo neural.

### Inhibina
En ambos mujeres y hombres, la inhibina inhibe la producción de FSH y la liberación de GnRH del hipotálamo. Sin embargo, el mecanismo en general difiere entre los sexos.

#### En mujeres
La inhibina es producida en las gónada, placenta, y otros órganos.
En las mujeres, la FSH estimula la secreción de inhibina de las células de granulosa del folículo ovárico en los ovarios. A su vez, la inhibina suprime la FSH.
- La inhibina B alcanza un máximo a principios y mediados de la fase folicular, y alcanza un segundo máximo en la ovulación.

- La inhibina A llega a su punto máximo a mediados de la fase lútea.

La secreción de inhibina es disminuida por la GnRH, e incrementada por el factor de crecimiento insulínico tipo 1 (IGF-1).

#### En hombres
La inhibina es secretada de las células de Sertoli, ubicadas en los túbulos seminíferos dentro de los testículos. Los andrógenos estimulan la producción de inhibina; este péptido también podría regular localmente la espermatogénesis.

## Mecanismo de acción

### Activina
Al igual que otros miembros de la superfamilia, las activinas interactúan con dos tipos de receptores transmembranas (Tipo I y II) que tienen actividades serinas/treoninas kinasa intrínsecas en sus dominios citoplásmicos:
- Receptor de activina tipo 1: ACVR1, ACVR1B, ACVR1C
- Receptor de activina tipo 2: ACVR2A, ACVR2B

La activina se une al receptor tipo II e inicia una cascada de reacciones que llevan al reclutamiento, fosforilación, y activación del receptor de activina tipo I. Este luego interactúa con y luego fosforila la SMAD2 y SMAD3, dos de las proteínas citoplásmicas SMAD. 
La SMAD3 luego se transloca al núcleo e interactúa con SMAD4 a través de multimerización, resultando en sus modulaciones como complejos de factores de transcripción responsables de la expresión de una gran variedad de genes. La activina es inhibida por miembros de la familia Smad, incluyendo la Smad7.

### Inhibina
A diferencia de la activina, se sabe mucho menos sobre el mecanismo de acción de la inhibina, pero podría involucrar la competición con la activina para unirse a los receptores de activina y/o unirse a receptores específicos de la inhibina.

## Relevancia médica
La cuantificación de inhibina A es parte de la prueba prenatal triple test que se puede administrar durante el embarazo a una edad gestacional de 16-18 semanas. Una inhibina A elevada (junto con un aumento de beta-hCG, disminución de la AFP, y una disminución de estriol) es sugerente de la presencia de un feto con el síndrome de Down. Como prueba de detección, los resultados anormales necesitan un seguimiento con pruebas más definitivas. 
También se ha utilizado como un marcador de cáncer ovárico.
La inhibina B podría ser usada como marcador de la función espermatogénesis y esterilidad masculina. Los niveles promedio de inhibina B es significativamente mayor entre los hombres fértiles (aproximadamente 140 pg/mL) que los hombres estériles (aproximadamente 80 pg/mL).  En hombres con azoospermia, un test positivo para la inhibina B incrementa levemente las probabilidades de lograr un embarazo con éxito a través de la extracción de espermatozoides testiculares (TESE), aunque la asociación no es muy sustancial, teniendo una sensibilidad de 0,65 (95% intervalo de confianza [IC]: 0,56–0,74) y una especificidad de 0,83 (IC: 0,64–0,93) para la predicción de la presencia de espermatozoides en los testículos en azoospermia no obstructiva.